# Xiao Yi
Xiao Yi (小乙) de son nom personnel Zi Lian (子敛). Il fut le vingtième roi de la dynastie Shang. Il fut intronisé à Yin (殷) en -1352.

## Règne
Il ordonna à son fils, qui allait devenir Wu Ding, d'aller vivre à He (河) et d'étudier à Ganpan (甘盘).  Cela lui fit comprendre la vie quotidienne du peuple et l'aida plus tard dans son gouvernement. Il régna de -1352 à -1324.